# Clathrina sceptrum
Clathrina sceptrum är en svampdjursart som först beskrevs av Ernst Haeckel 1872.  Clathrina sceptrum ingår i släktet Clathrina och familjen Clathrinidae. Inga underarter finns listade i Catalogue of Life.